# بانک اسلامی الشمال
بانک اسلامی الشمال (انگلیسی: Al Shamal Islamic Bank) شرکت خدمات مالی و بانکداری سودانی است، که در سال ۱۹۸۳ تأسیس شد.